# Love, Peace & Money
Love, Peace & Money – album niemieckiego zespołu punkrockowego Die Toten Hosen, wydany w 1994 roku.

## Lista utworów
1. „アレックスの帰還” (Meurer/Frege, Dangerfield) − 4:29 („Hier kommt Alex”)
2. „2000年” (v. Holst/Frege, Dangerfield) − 3:36 („Alles wird gut”)
3. „全ては愛のため” (Frege/Frege, Honest John Plain) − 4:31 („Alles aus Liebe”)
4. „ラブソング” (Breitkopf/Frege, Plain) − 3:41 ("Liebeslied")
5. „性” (Plain, v. Holst/Frege, Dangerfield) − 4:27
6. „恋人の日記” (Thunders/Thunders) − 4:03 (Johnny Thunders cover)
7. „口元にお金をおいて (私を買って!)” (Breitkopf/Frege, Plain) − 3:29 („Kauf MICH!”)
8. „愛はここだ (愛を戯れる者)” (Breitkopf, Frege, v. Holst/Frege, Plain) − 2:49 („Liebesspieler”)
9. „もっと、もっと” (v. Holst/Frege, Dangerfield) − 5:14 („Mehr davon”)
10. „私の国” (Breitkopf/Frege, Dangerfield) − 3:55 („Willkommen in Deutschland”)
11. „無駄な歳月” (Frege/Frege, Dangerfield) − 3:19 („All die ganzen Jahre”)
12. „完全犯罪者” (v. Holst/Frege, Dangerfield) − 3:57 („Musterbeispiel”)
13. „ラブマシーン” (Plain, Meurer/Frege, Dangerfield) − 3:21
14. „無秩序な兄弟” (v. Holst/Frege, Plain) − 4:28 („Katastrophenkommando”)
  - „Guantanamera” (Joseíto Fernández) - 3:20 (ukryty utwór)

## Dodatkowe utwory na reedycji z 2007
1. „In Control” (Breitkopf, von Holst/Frege, T. V. Smith) – 3:15 (ze ścieżki dźwiękowej Lara Croft: Tomb Raider)
2. „Stand Up” (v. Holst/Frege, Smith) – 3:52 („Steh auf, wenn du am Boden bist”; ze ścieżki dźwiękowej Land of Plenty)
3. „Dog Eat Dog” (v. Holst/Frege, Smith) – 3:42 („Friss oder stirb”; ze ścieżki dźwiękowej Land of Plenty)
4. „We Will Be Heroes” (Meurer, Frege/Frege, Dangerfield) – 3:41 („Wir werden siegen”; z kompilacji Fifa World Cup 2002)
5. „Wasted Years” – 4:45 („All die ganzen Jahre”)

## Single
- 1994 „The Return of Alex”
- 1994 „Sexual”

## Wykonawcy
- Campino – wokal
- Andreas von Holst – gitara
- Michael Breitkopf – gitara
- Andreas Meurer – gitara basowa
- Wolfgang Rohde – perkusja

## Lista przebojów
| Rok  | Kraj   | Pozycja |
| ---- | ------ | ------- |
| 1993 | Niemcy | 25      |